# 日鷹堅磐
日鷹 堅磐（ひたか の かたしわ）は、日本古代の豪族。外交官。

## 経歴
『日本書紀』巻第十四によると、雄略天皇7年（推定463年）、天皇の命で吉備上道氏が集めてきた百済の今来（いまき）の才伎（てひと＝技術者）たちを迎えに、「日鷹吉士堅磐固安銭」（ひたか の きし かたしわ こあんぜん）が「大嶋」へ派遣された、とある。
この日鷹吉士堅磐（ひたか の きし かたしわ こあんぜん）であるが、
1. 「日鷹吉士堅磐」と「固安銭」なのか
2. 「日鷹吉士」と「堅磐固安銭」なのか
3. 「日鷹吉士堅磐（固安銭）」なのか

で意見が分かれている。
1.の場合は、「日鷹堅磐」と「固安銭」という二人の人物が才伎らのいる「大嶋」へ派遣されたことになり、天皇の使者は二名だということになる。
2.の場合も使者は二名だが、堅磐を『和名類聚抄』の「筑前国穗波郡堅磐郷」と解釈し、「（氏または名の不明な）日鷹」と「堅磐在住の固安銭」となる。
3.は「吉士」が渡来人系の姓であるところから、帰化以前の本名が「固安銭」で、日本へ来てからの通称が「日鷹堅磐」だとする同一人物説である（ラフカディオ・ハーンと小泉八雲のように）。
「日鷹」は「日高」であり、紀伊国日高郡を本拠地とする姓「吉士」の一族が、難波吉士一族に包括された、と見ることもできる。「吉士」とは、日本に帰化した朝鮮人の名につける敬称で、渡来系氏族で、難波(なにわ)、草壁(くさかべ)、日鷹(ひたか)などが例としてあげられ、主に文筆や通訳など外国との事務折衝を職務としたと言われている。
「日高吉士堅磐」は、雄略天皇9年2月に、天皇の命で凡河内香賜(おおしこうち の かたぶ)を誅殺するために派遣された難波日鷹吉士(なにわのひたかのきし)と同一人物だとする説も有力である。このとき、香賜は既に逃亡しており、その後、三嶋郡の藍原（あいのはらにて弓削連豊穂（ゆげ の むらじ とよほ）に捕らえられて殺された。